# Montes Erei
Los Montes Erei (en italiano, Monti Erei) son una cordillera ubicado en el centro de la isla de Sicilia, principalmente en la parte central y septentrional de la provincia de Enna. La cima más alta es el Monte Altesina, con sus 1.192 m s. n. m.

## Descripción
Los montes Erei son de origen calcáreo, y no alcanzan grandes alturas. Su área fue en el pasado la más importante del mundo en la producción de sulfuro, como testimonian hoy numerosos parques mineros, siendo el más grande el de Floristella-Grottacalda.
Hay varios lagos en la cordillera, como el lago Pergusa, cuya rica avifauna ha garantizado el estatis de primera reserva natural especial en Sicilia, y el lago Pozzillo, el embalse más grande de la isla.
Debido a su paisaje abrupto, son reducidas la población (menos de 200.000 habitantes) y su densidad. Aquí se encuentra la mayor ciudad italiana más grande por encima de los 900 m de altitud y la mayor capital de provincia en Europa, Enna, que alberga alrededor de una sexta parte de toda la población de Erei.
La montaña está cruzada por una carretera, la Autostrada A19 Palermo-Catania, y por ferrocarril en la misma dirección. La mayor parte del resto de carreteras son bastante tortuosas, debido a la naturaleza abrupta y geológicamente inestable del territorio.

## Lugares de interés
- Enna
- Piazza Armerina
- Nicosia
- Morgantina
- Villa romana del Casale
- Zona arqueológica romana de Centuripe